# Чемпионат Украины по русским шашкам среди женщин
Чемпионат Украины по русским шашкам среди женщин — ежегодный турнир по шашкам. С 1936 года проводились одновременно с чемпионатами среди мужчин. До 1992 года проводился чемпионат Украинской ССР. Проводится также в форматах быстрые шашки и блиц.
В 2008 году в чемпионате в быстрых шашках и в блице играли вместе мужчины и женщины. Указано распределение мест среди женщин. В 2013 году Чемпионом Украины стала 13-летняя Елена Буянская.

## Призёры
| Год  | Место           | 1                                 | 2                                             | 3                              | Количество участниц | Форма проведения              |
| ---- | --------------- | --------------------------------- | --------------------------------------------- | ------------------------------ | ------------------- | ----------------------------- |
| 1936 |                 | Юлия Эйнгорн                      |                                               |                                |                     |                               |
| 1937 |                 | Юлия Эйнгорн                      |                                               |                                |                     |                               |
| 1938 |                 | Юлия Эйнгорн                      |                                               |                                |                     |                               |
| 1939 |                 | Юлия Эйнгорн                      |                                               |                                |                     |                               |
| 1940 |                 | Юлия Эйнгорн                      |                                               |                                |                     |                               |
| 1961 |                 |                                   | Майя Фрейдзон                                 |                                |                     |                               |
| 1962 |                 |                                   |                                               | Майя Фрейдзон                  |                     |                               |
| 1963 |                 | Т. Левитан Краматорск             | Лариса Твердохлеб Киев Алина Великовская Киев | --------                       | 20 участниц         | швейцарская система 7 раундов |
| 1964 | Чернигов        | Эмма Погребецкая                  | Майя Фрейдзон                                 | Александра Олевская (Борохова) |                     |                               |
| 1965 | Белая Церковь   | Александра Олевская               |                                               |                                |                     |                               |
| 1966 | Чернигов        | Майя Фрейдзон Александра Олевская |                                               |                                |                     |                               |
| 1967 | Умань           | Александра Олевская               |                                               |                                |                     |                               |
| 1968 | Смила           | Мария Журахинская                 | Эльвира Брагинская                            | Мария Журахинская              |                     |                               |
| 1969 |                 | Алина Наумова (Великовская)       |                                               |                                |                     |                               |
| 1970 | Винница         | Юлия Эзрина                       | Ольга Хома                                    |                                |                     |                               |
| 1971 | Смила           | Элла Брагинская (Ниренберг)       | Алла Наумова                                  |                                |                     |                               |
| 1972 | Донецк          |                                   | Элла Брагинская                               |                                |                     |                               |
| 1973 |                 |                                   |                                               |                                |                     |                               |
| 1974 | Жданов          |                                   |                                               | Мария Журахинская              |                     |                               |
| 1975 |                 | Любовь Давыдова                   | Алла Наумова                                  | Ирина Бондаренко               |                     |                               |
| 1976 | Симферополь     | Алла Наумова                      |                                               | Элла Брагинская                |                     |                               |
| 1977 |                 | Зинаида Лановая                   | Ирина Бондаренко                              | А. Вольперт                    |                     |                               |
| 1978 |                 |                                   |                                               |                                |                     |                               |
| 1979 |                 |                                   |                                               |                                |                     |                               |
| 1980 |                 |                                   |                                               |                                |                     |                               |
| 1981 | Евпатория       | Зоряна Анисимова                  | Н. Мартиненко                                 | Ирина Мищанская (Бондаренко)   |                     |                               |
| 1982 |                 |                                   |                                               |                                |                     |                               |
| 1983 | Донецк          | Ольга Хома                        | Фаина Новак                                   | Людмила Макушева               |                     |                               |
| 1984 |                 |                                   |                                               |                                |                     |                               |
| 1985 | Донецк          | Ольга Хома                        | Алла Наумова                                  | Людмила Сивук                  |                     |                               |
| 1986 | Винница         | Анита Ивансоне                    | Людмила Макушева                              | Алла Наумова                   |                     |                               |
| 1987 | Ровно           | Людмила Макушева                  | Зоряна Анисимова                              | Юлия Вайнштейн                 |                     |                               |
| 1988 | Сумы            | Алла Наумова                      | Зоряна Анисимова                              | Юлия Вайнштейн                 |                     |                               |
| 1989 | Чернигов        | Юлия Вайнштейн                    | Алла Наумова                                  | Зоряна Анисимова               |                     |                               |
| 1990 |                 |                                   |                                               |                                |                     |                               |
| 1991 |                 |                                   |                                               |                                |                     |                               |
| 1992 | Ялта            | Юлия Макаренкова (Вайнштейн)      | Алла Наумова                                  | Татьяна Шполянская             |                     |                               |
| 1993 | Алушта          | Юлия Макаренкова                  |                                               |                                |                     |                               |
| 1994 |                 |                                   |                                               |                                |                     |                               |
| 1995 | Симферополь     | Людмила Сивук                     | Татьяна Чуб                                   | Юлия Макаренкова               |                     |                               |
| 1996 | Симферополь     | Наталия Есина                     |                                               |                                |                     |                               |
| 1997 | Симферополь     | Юлия Макаренкова                  | Людмила Свирь                                 |                                |                     |                               |
| 1998 | Симферополь     | Юлия Макаренкова                  | Ольга Рейниш                                  | Наталия Есина                  |                     |                               |
| 1999 | Чернигов        | Юлия Макаренкова                  | Елена Смирнова                                | Людмила Свирь                  |                     |                               |
| 2000 | Киев            | Наталия Есина                     | Юлия Макаренкова                              | Татьяна Смирнова               |                     |                               |
| 2001 | Тернополь       | Ольга Рейниш                      | Юлия Макаренкова                              | Людмила Свирь                  |                     |                               |
| 2002 | Евпатория       | Ольга Рейниш                      | Людмила Сивук                                 | Екатерина Котенко              | 18 участниц         | швейцарская система 9 раундов |
| 2003 | Евпатория       | Ольга Рейниш                      | Юлия Макаренкова                              | Людмила Свирь                  | 10 участниц         | турнир по круговой системе    |
| 2004 | Запорожье       | Виктория Мотричко                 | Ольга Рейниш                                  | Надежда Чижевская              | 15 участниц         | турнир по круговой системе    |
| 2005 | Чернигов        | Елена Короткая                    | Юлия Макаренкова                              | Виктория Мотричко              |                     |                               |
| 2006 | Днепродзержинск | Ольга Рейниш                      | Юлия Макаренкова                              | Надежда Чижевская              | 14 участниц         | швейцарская система 7 раундов |
| 2007 | Опака           | Юлия Макаренкова                  | Ольга Рейниш                                  | Надежда Чижевская              |                     |                               |
| 2008 | Артёмовск       | Юлия Макаренкова                  | Елена Короткая                                | Ольга Рейниш                   | 8 участниц          | турнир по круговой системе    |
| 2009 | Белая Церковь   | Елена Короткая                    | Надежда Чижевская                             | Ольга Рейниш                   | 4 участницы         | турнир в 2 круга              |
| 2010 | Ивано-Франковск | Виктория Мотричко                 | Елена Короткая                                | Ольга Рейниш                   | 10 участниц         | турнир по круговой системе    |
| 2011 | Чернигов        | Юлия Макаренкова                  | Ольга Балтажи                                 | Надежда Чижевская              | 9 участниц          | турнир по круговой системе    |
| 2012 | Ивано-Франковск | Ольга Балтажи                     | Елена Буянская                                | Ольга Рейниш                   | 10 участниц         | турнир по круговой системе    |
| 2013 | Мариуполь       | Елена Буянская                    | Татьяна Зайцева                               | Людмила Ведерко                | 10 участниц         | турнир по круговой системе    |
| 2014 | Днепропетровск  | Елена Короткая                    | Юлия Макаренкова                              | Татьяна Зайцева                | 10 участниц         | турнир по круговой системе    |
| 2015 | Днепропетровск  | Елена Короткая                    | Юлия Макаренкова                              | Ольга Рейниш                   | 10 участниц         | турнир по круговой системе    |
| 2016 | Днепр           | Юлия Макаренкова                  | Елена Короткая                                | Анастасия Глушко               | 10 участниц         | турнир по круговой системе    |
| 2017 | Днепр           | Юлия Макаренкова                  | Елена Короткая                                | Татьяна Зайцева                | 10 участниц         | турнир по круговой системе    |
| 2018 | Днепр           | Елена Короткая                    | Ольга Губарева                                | Виктория Прокопюк              | 10 участниц         | турнир по круговой системе    |
| 2019 | Днепр           | Елена Короткая                    | Дарина Лобанова                               | Юлия Макаренкова               | 8 участниц          | турнир по круговой системе    |
| 2021 | Днепр           | Елена Короткая                    | Ольга Рейниш                                  | Алёна Носарева                 | 11 участниц         | швейцарская система           |
| 2023 | Каменское       | Елена Короткая                    | Анастасия Глушко                              | Юлия Макаренкова               | 8 участниц          | круговая система              |
| 2024 | Каменское       | Елена Короткая                    | Анастасия Глушко                              | Юлия Макаренкова               | круговая система    | 10 участниц                   |

### Быстрые шашки
| Год   | Место           | 1                 | 2                 | 3                 | Количество участников     | Форма проведения              |
| ----- | --------------- | ----------------- | ----------------- | ----------------- | ------------------------- | ----------------------------- |
| 2002  |                 |                   |                   |                   |                           |                               |
| 2003  | Евпатория       | Людмила Свирь     | Ольга Рейниш      | Юлия Макаренкова  | 7 участниц                | турнир по круговой системе    |
| 2004  |                 |                   |                   |                   |                           |                               |
| 2005  |                 |                   |                   |                   |                           |                               |
| 2006  |                 |                   |                   |                   |                           |                               |
| 2007  |                 |                   |                   |                   |                           |                               |
| 2008* | Херсон          | Надежда Чижевская | Татьяна Кравченко | Юлия Литвинцева   | 12 участников (4 женщины) | швейцарская система 7 раундов |
| 2009  | Киев            | Ольга Рейниш      | Виктория Мотричко | Надежда Чижевская | 9 участниц                | турнир по круговой системе    |
| 2010  | Ивано-Франковск | Юлия Макаренкова  | Елена Короткая    | Надежда Чижевская | 8 участниц                | турнир по круговой системе    |
| 2011  | Чернигов        | Елена Короткая    | Надежда Чижевская | Ольга Балтажи     | 14 участниц               | швейцарская система 7 раундов |
| 2012  |                 |                   |                   |                   |                           |                               |
| 2013  | Мариуполь       | Алина Галяга      | Татьяна Зайцева   | Елена Буянская    | 10 участниц               | турнир по круговой системе    |
| 2014  | Днепропетровск  | Елена Короткая    | Юлия Макаренкова  | Алина Галяга      | 11 участниц               | швейцарская система 7 раундов |
| 2015  | Днепропетровск  | Алина Галяга      | Юлия Макаренкова  | Анастасия Глушко  | 17 участниц               | швейцарская система 9 раундов |
| 2016  | Днепр           | Ольга Рейниш      | Ольга Губарева    | Татьяна Зайцева   | 11 участниц               | швейцарская система 7 раундов |
| 2017  | Днепр           | Ольга Рейниш      | Елена Короткая    | Татьяна Зайцева   | 15 участниц               | швейцарская система 8 раундов |
| 2018  | Днепр           | Елена Короткая    | Ольга Губарева    | Ольга Рейниш      | 30 участниц               | швейцарская система 9 раундов |
| 2019  | Днепр           | Елена Короткая    | Ольга Рейниш      | Дарина Лобанова   | 9 участниц                | круговая система              |
| 2021  | Днепр           | Елена Короткая    | Ольга Рейниш      | Лидия Олексиенко  | 16 участниц               | швейцарская система           |
| 2023  | Каменское       | Юлия Макаренкова  | Елена Короткая    | Ольга Губарева    | 7 участниц                | круговая система              |
| 2024  | Каменское       | Елена Короткая    | Ольга Губарева    | Юлия Макаренкова  | 15 участниц               | швейцарская система           |

### Блиц
| Год   | Место           | 1                 | 2                           | 3                  | Количество участников      | Форма проведения                                    |
| ----- | --------------- | ----------------- | --------------------------- | ------------------ | -------------------------- | --------------------------------------------------- |
| 2002  |                 |                   |                             |                    |                            |                                                     |
| 2003  | Евпатория       | Людмила Сивук     | Надежда Чижевская           | Ольга Рейниш       | 7 участниц                 | турнир по круговой системе                          |
| 2004  | Запорожье       | Юлия Макаренкова  | Виктория Мотричко           | Ольга Рейниш       | 13 участниц                | турнир по круговой системе                          |
| 2005  |                 |                   |                             |                    |                            |                                                     |
| 2006  |                 |                   |                             |                    |                            |                                                     |
| 2007  | Львов           | Елена Короткая    | Виктория Белая              | Наталия Буранова   | 4 участницы                | турнир по круговой системе                          |
| 2008* | Херсон          | Надежда Чижевская | Алевтина Публичук           | -------            | 10 спортсменов (2 женщины) | турнир по круговой системе                          |
| 2009  | Киев            | Виктория Мотричко | Юлия Макаренкова            | Ольга Рейниш       | 9 участниц                 | турнир по круговой системе                          |
| 2010  | Ивано-Франковск | Юлия Макаренкова  | Ольга Рейниш Елена Короткая | --------           | 8 участниц                 | швейцарская система 8 раундов + турнир за 1-3 место |
| 2011  | Чернигов        | Елена Короткая    | Надежда Чижевская           | Ольга Рейниш       | 14 участниц                | швейцарская система 7 раундов                       |
| 2012  |                 |                   |                             |                    |                            |                                                     |
| 2013  | Мариуполь       | Алина Галяга      | Ольга Рейниш                | Олена Чорнобривець | 10 участниц                | турнир по круговой системе                          |
| 2014  | Днепропетровск  | Юлия Макаренкова  | Елена Короткая              | Алина Галяга       | 8 участниц                 | турнир по круговой системе                          |
| 2015  | Днепропетровск  | Юлия Макаренкова  | Ольга Рейниш                | Елена Короткая     | 19 участниц                | швейцарская система 9 раундов                       |
| 2016  | Днепр           | Елена Короткая    | Ольга Губарева              | Татьяна Зайцева    | 12 участниц                | швейцарская система 8 раундов                       |
| 2017  | Днепр           | Елена Короткая    | Татьяна Зайцева             | Ольга Рейниш       | 14 участниц                | швейцарская система 8 раундов                       |
| 2018  | Днепр           | Елена Короткая    | Ольга Рейниш                | Лидия Олексиенко   | 27 участниц                | швейцарская система 9 раундов                       |
| 2019  | Днепр           | Елена Короткая    | Ольга Губарева              | Алина Егорова      | 15 участниц                | швейцарская система 8 раундов                       |
| 2021  | Днепр           | Елена Короткая    | Юлия Макаренкова            | Дарина Лобанова    | 16 участниц                | швейцарская система                                 |
| 2023  | Каменское       | Юлия Макаренкова  | Елена Короткая              | Анастасия Глушко   | 7 участниц                 | круговая система                                    |
| 2024  | Каменское       | Юлия Макаренкова  | Елена Короткая              | Ольга Губарева     | 14 участниц                | швейцарская система                                 |